# Buckner & Garcia
Buckner & Garcia è un duo statunitense formato da Jerry Buckner e Gary Garcia.

## Storia del gruppo
Collaborarono per la prima volta nel 1980, quando loro scrissero la canzone di Natale Merry Christmas in the NFL, riguardo a Howard Cosell come Santa Claus. L'anno dopo scrissero una canzone country chiamata Footprints in the Sand e, nel 1982, Don't Hang Up e Theme from WKRP in Cincinnati.
Il successo vero e proprio lo ottennero nello stesso anno con l'album Pac-Man Fever, contenente canzoni riferite a vari videogiochi del tempo, che si piazzò alla nona posizione negli Stati Uniti. La title track fu il loro singolo di maggiore successo e raggiunse anch'esso la nona posizione delle classifiche americane. Più tardi pubblicarono gli album Now & Then, Do the Donkey Kong e Loose in the Streets.

## Discografia

### Album in studio
- Pac-Man Fever
- Now & Then
- Do the Donkey Kong
- Loose in the Streets